# Tim Miller
Timothy „Tim” Miller (ur. 10 października 1964 w Fort Washington) – amerykański reżyser filmowy i twórca efektów specjalnych. Popularność zdobył jako reżyser filmu Deadpool (2016) będącego filmową adaptacją komiksów Marvela. Wyreżyserował także współtworzony przez Jamesa Camerona szósty film z cyklu Terminator pt. Terminator: Mroczne przeznaczenie (2019).

## Filmografia

### Reżyseria
- Rockfish (2003, krótkometrażowy film animowany) – reżyser filmu[3]
- Dziewczyna z tatuażem (2011) – reżyser czołówki
- Thor: Mroczny świat (2013) – reżyser początkowej sekwencji
- Deadpool (2016) – reżyser filmu
- Terminator: Mroczne przeznaczenie (2019) – reżyser filmu[4]

### Efekty specjalne
- Kryjówka diabła (1995)

#### Gry wideo
- Hellgate: London (2007)
- Mass Effect 2 (2010)
- Star Wars: The Old Republic (2011)